# 1924年冬季奥林匹克运动会捷克斯洛伐克代表团
1924年冬季奥林匹克运动会捷克斯洛伐克代表团参加了在法国的霞慕尼举办的1924年冬奥会。该代表团在本次冬奥会上并无斩获。该代表队最好成绩为约瑟夫·斯利瓦在花样滑冰男子单人比赛中获得的第四名。

## 参赛者

### 越野滑雪
男子18千米
- 斯蒂芬夫·黑瓦克 – 1:34:43.4（第17名）
- 安东尼·戈特施泰因 – 1:34:54.0（第18名）
- 瓦茨拉夫·乔恩 – 1:37:20.8（第23名）
- 弗朗·西斯钩– 1:39:41.6（第24名）

男子50千米
- 斯蒂芬·黑瓦克 – 4:44:58（第12名）
- 安东尼·戈特施泰因 – 4:45:48（第14名）
- 约瑟夫·涅梅茨基 – 5:05:06（第17名）

### 花样滑冰
男子单人
- 约瑟夫·斯利瓦 – 第四名

### 冰球
男子组 – 第五名
- 第一轮
  - 加拿大以 0-30 打败捷克斯洛伐克
  - 瑞典以 3-9 打败捷克斯洛伐克
  - 以11-2战胜瑞士
- 队员:
  - 守门员: 雅罗斯拉夫·斯特兰斯基、雅罗斯拉夫·热扎奇
  - 后卫: 奥塔卡尔·温迪什、瓦伦丁·洛斯
  - 前锋: 雅罗斯拉夫·伊尔科夫斯基、约瑟夫·什劳贝克、约瑟夫·马莱切克、米洛斯拉夫·弗莱施曼、扬·帕劳什、扬·弗莱施曼、扬·克拉斯尔、雅罗斯拉夫·普什鲍尔以及霍夫塔
  - 没有教练

### 北欧两项
个人赛
- 约瑟夫·阿道夫 – 13.729（第6名）
- 瓦尔特·布赫贝格尔 – 13.625（第7名）
- 约瑟夫·比恩 – 12.083（第13名）
- 奥塔卡尔·涅梅茨基 – 没有完成越野滑雪

### 跳台滑雪
个人赛
- 弗兰兹·文德– 16.48分 – 40.5米和44.0米（第10名）
- Karel Koldovský – 12.50分 – 33.5米和39.0米（第20名）
- 约瑟夫·比恩 – 2.33分 – 两次失败（第27名）